# Peter Sturholdt
Peter Sturholdt (n. 7 decembrie 1885, Stillwater⁠(d), Minnesota, SUA – d. 27 iunie 1919, Saint Louis, Missouri, SUA) a fost un boxer ce a reprezentat Statele Unite ale Americii, medaliat olimpic. A participat la o ediție a Jocurilor Olimpice (1904) în care a câștigat o medalie de bronz.

## Participări
Lista de mai jos prezintă principalele competiții la care a participat Peter Sturholdt de-a lungul carierei.
- boxing at the 1904 Summer Olympics – lightweight[*]